# Girl Camp 2004
Pour plus de détails, voir Fiche technique et Distribution.
Girl Camp 2004: Lesbian Fleshpots (littéralement : Camp de filles 2004: Lieux de plaisirs lesbiens) est un film érotique tchéco-canadien de 2003 réalisé par Lloyd A. Simandl.

## Synopsis
Une femme infiltre une entreprise produisant des jeunes femmes asservies.

## Fiche technique
- Titre complet : Girl Camp 2004: Lesbian Fleshpots
- Réalisation : Lloyd A. Simandl
- Scénario : Anne Wallace
- Montage : Mat Fabris
- Musique : Lubos Krticka
- Producteur : Lloyd A. Simandl
- Production : North American Pictures
- Pays :  République tchèque,  Canada
- Langue : anglais
- Lieux de tournage :
- Genre : Action, thriller érotico-saphique
- Durée : 94 minutes (1 h 34)
- Date de sortie :
  -  Royaume-Uni : 20 octobre 2003

## Distribution
- Klara Hlouska : Warden (créditée comme Klara Hlousek)
- James Babson : George
- Julia Crow : Yenna (créditée comme Katerina Vrana)
- Lucie Haluzik : Rena
- Vladimira Pitelova : la gardienne #1 (créditée comme Vladimira Kopal)
- Betty Bi : la gardienne #2 (créditée comme Alzbeta Cernuskova)
- Milan Furst : le garde #1
- Mikulus Pitel : le garde #2
- Marketa Belonoha : Eleana
- Lucie Horinkova : Maria
- Katerina Hovorek : Megan
- Zuzana Hrubes : Maria
- Zuzana Jiran : Katie
- Katerina Vesela : Judy